# Antwan Tolhoek
Antwan Tolhoek (Yerseke, 29 aprile 1994) è un ciclista su strada olandese che corre per il team Sabgal-Anicolor. È professionista dal 2016.

## Palmarès
- 2019 (Jumbo-Visma, una vittoria)

6ª tappa Tour de Suisse (Einsiedeln > Flumserberg)

### Altri successi
- 2015 (Tinkoff)

Classifica scalatori Tour de Bretagne
- 2016 (Roompot)

Classifica scalatori Tour de Suisse

## Piazzamenti

### Grandi Giri
- Giro d'Italia

2019:  65º
2020: non partito (10ª tappa)
- Tour de France

2018: 37º
- Vuelta a España

2017: 28º

### Classiche monumento
- Milano-Sanremo

2020: 141º
- Liegi-Bastogne-Liegi

2016: 104º
2017: 40º
2019: ritirato
2022: 97º
- Giro di Lombardia

2017: 78º
2018: 28º
2020: 12º
2022: 50º

### Competizioni mondiali
- Campionati del mondo

Innsbruck 2018 - In linea Elite: 28º
Imola 2020 - In linea Elite: ritirato

### Competizioni europee
- Campionati europei

Plumelec 2016 - In linea Under-23: 38°